# أبو سعن الصغير
أبو سعن الصغير(Leptoptilos javanicus) هو طائر من الطيور الخواضة التي تنتمي إلى عائلة لقلق، وهي من الطيور الواسعة الانتشار والمقيمة في جنوب آسيا من الهند حتى جنوب الصين وجاوة.
- هذا الطائر ضخم، حيث يصل طوله إلى 110-120 سم، ويزن حوالي 5 كغ، ويبلغ طول أجنحته 210 سم، ويعتبر أصغر نوع من جنس أبو سعن.
- ولهذا الطائر أجنحة ريشها أسود اللون والجسمها أبيض اللون بينما الرقبة والرأس عاريتان مثل النسور وبهما بعض الوبر في المؤخرة ولهما لون البني الفاقع.
- كل اللقالق تطير ورأسها ممدودة إلا أن هذا الجنس بالإضافة إلى نوعيه الأخرى ين يطيران ورقبتهما منحنية للخلف كمالك الحزين. وتتوالد في المناطق الرطبة والأراضي المنخفضة ي المناطق المدارية، ويبني عشه من الأغصان على الأشجار في كثير من الأحيان على شكل مستعمرات.
- وأبو سعن مثل معظم القالق يأكل نفس الغذاء الذي يتشكل من الأسماك والبرمائيات والزواحف والقوارض، وتأكل الجيف.

## معرض صور

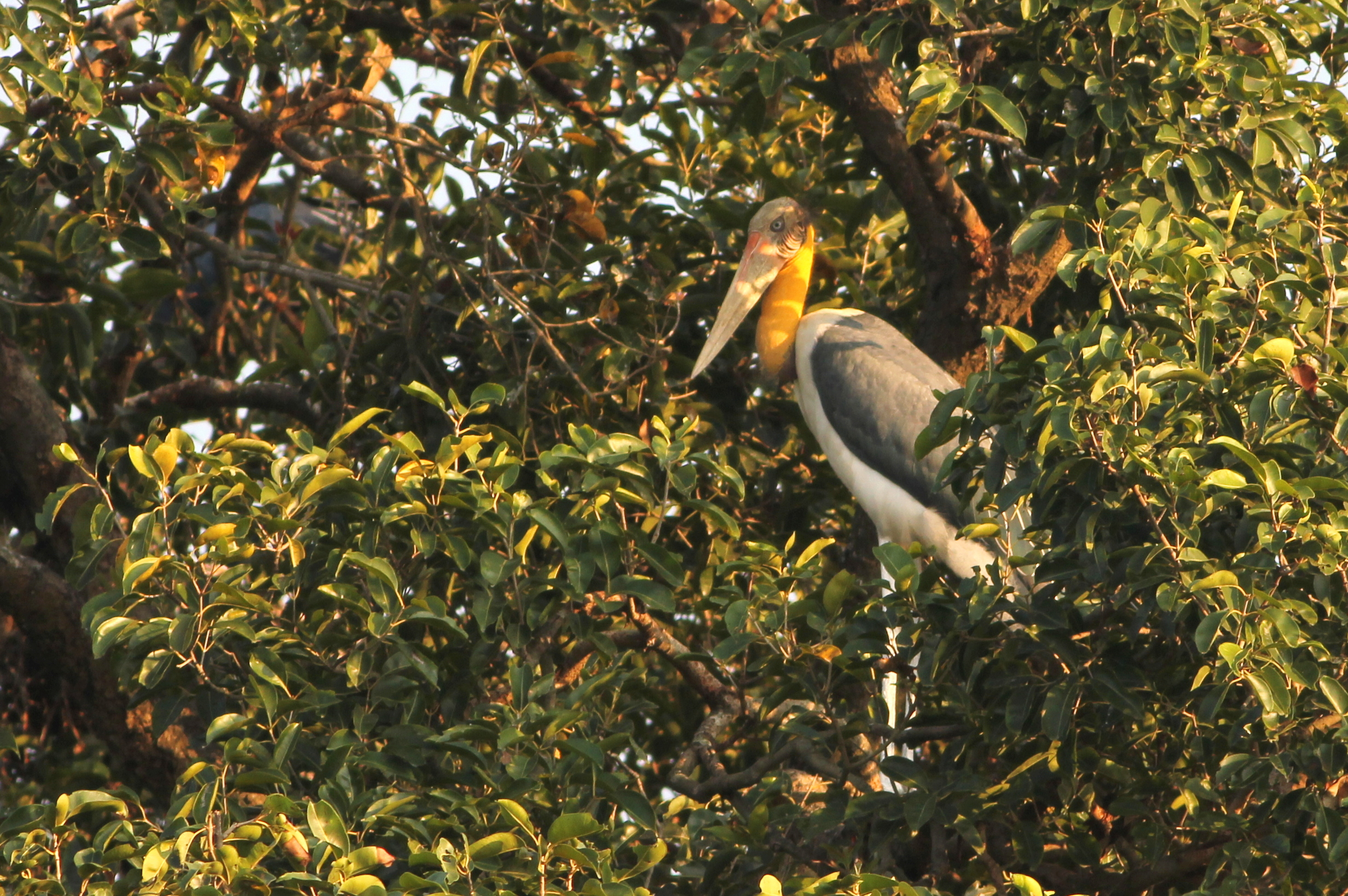
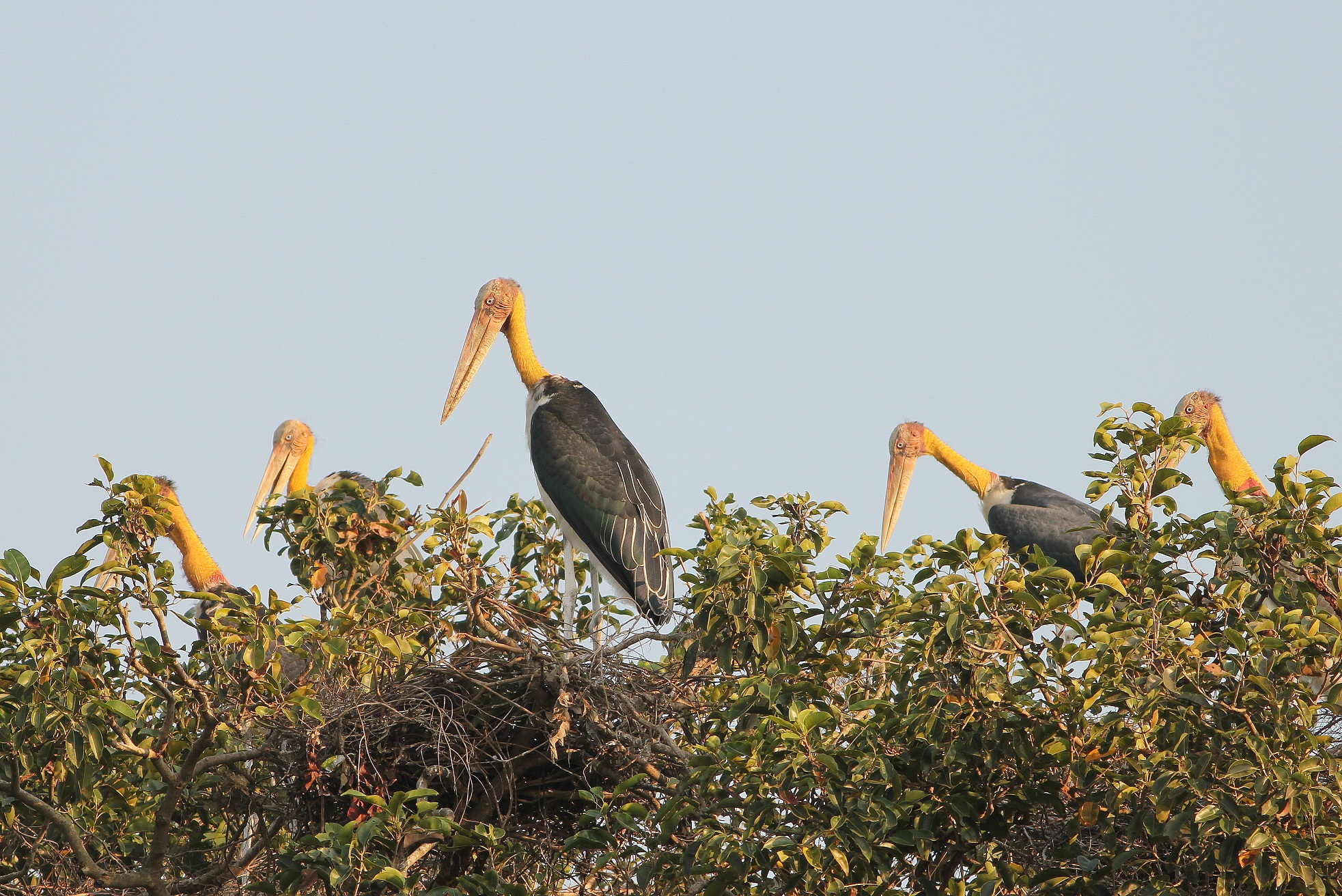
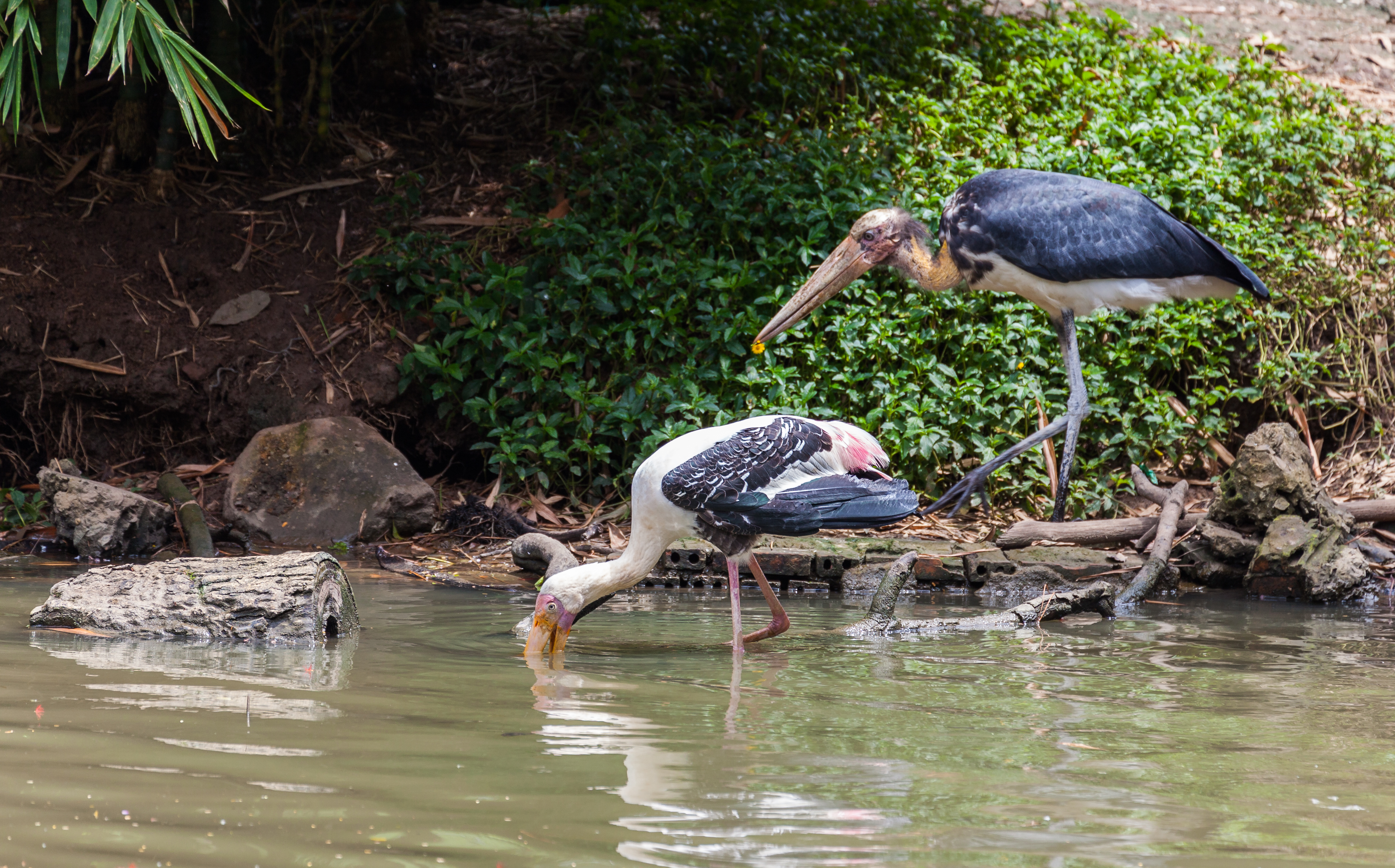
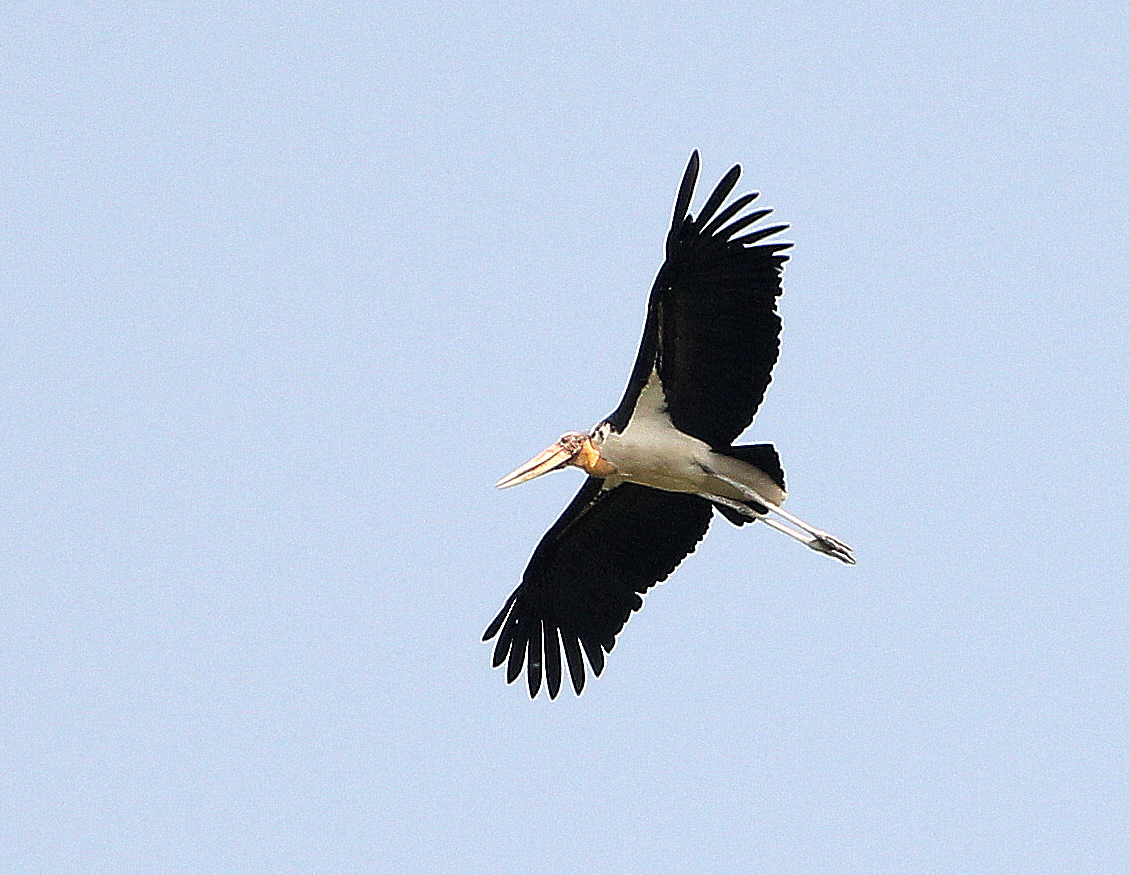
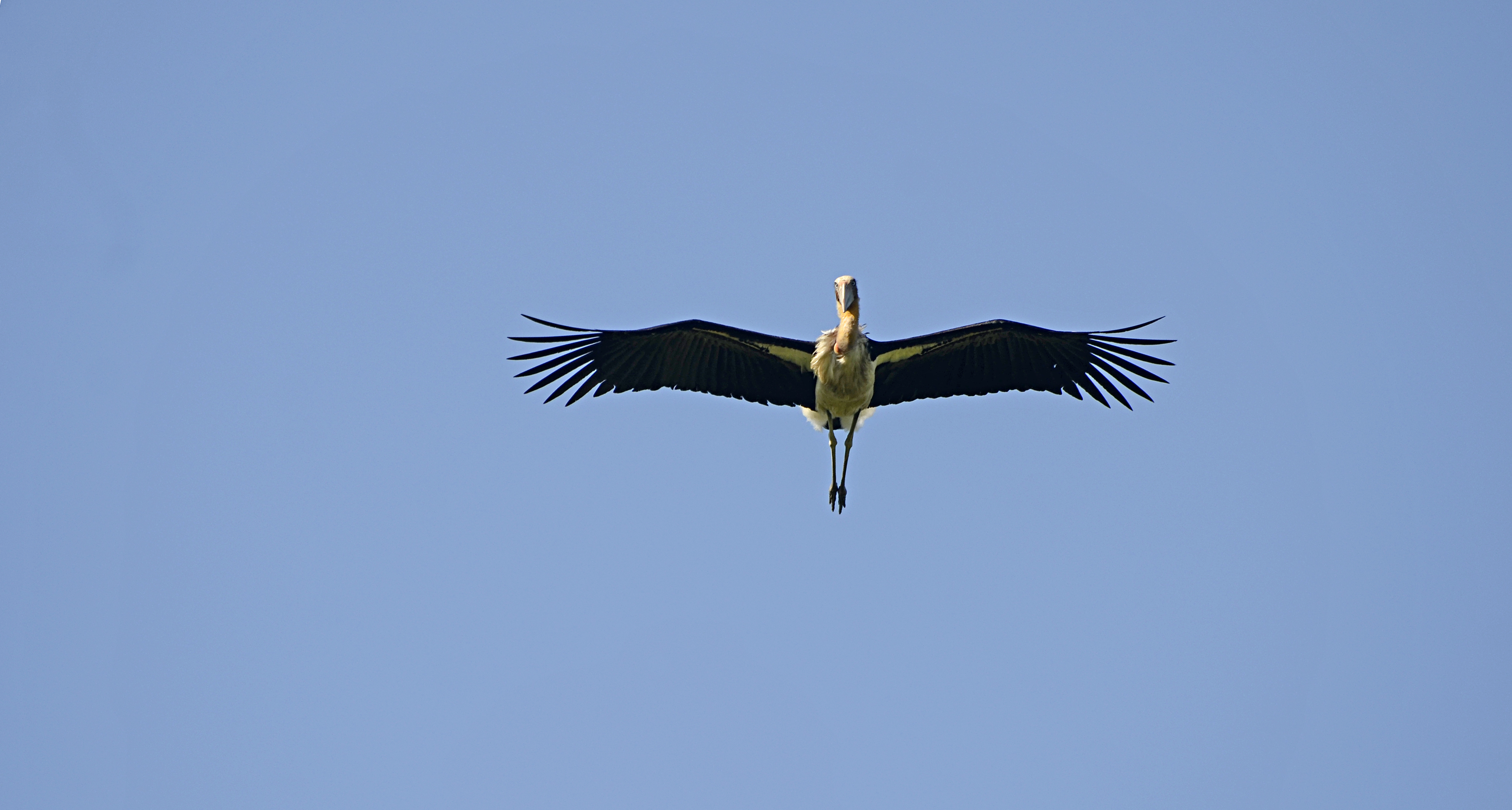